# Eriosema tenuicaule
Eriosema tenuicaule är en ärtväxtart som beskrevs av Lucien Leon Hauman. Eriosema tenuicaule ingår i släktet Eriosema och familjen ärtväxter. Inga underarter finns listade i Catalogue of Life.